# Джеймс Каллаган
Леонард Джеймс Каллаган, барон Кардіффський (англ. Leonard James Callaghan, Baron Callaghan of Cardiff; 27 березня 1912 — 26 березня 2005) — політик-лейборист, прем'єр-міністр Великої Британії з 1976 з 1979, перед 18-річної ерою панування консерваторів.

Каллаган (ліворуч) з Джиммі Картером

Відомий як Джим Каллаган («Сонячний Джим», «Джентльмен Джим», «Великий Джим»).

## Біографія
Джеймс Каллаган народився 27 березня 1912 р. в Портсмуті. У 30—40-х р.р. — функціонер профспілкового руху. Брав участь у Другій світовій війні. У 1945 р. вперше обраний до парламенту. У 1947—1950 р.р. — Парламентський секретар при міністерстві транспорту, в 1950—1951 р.р. — Парламентський секретар адміралтейства. У 1951—1964 р.р. займав різні посади в тіньових кабінетах лейбористів. У кабінетах Гарольда Вільсона займав відповідно посади міністра фінансів (1964—1967 р.р.) і міністра внутрішніх справ (1967—1970 р.р.). У 1973 р. обирається головою Лейбористській партії Великої Британії. У 1974—1976 рр.. — Міністр закордонних справ Великої Британії. У 1976—1979 р.р. — Прем'єр-міністр Великої Британії. У 1976—1980 р.р. — Лідер ЛПВ. У наступний період неодноразово обирався до складу керівних органів партії.
У 1987 р. Джеймсу Каллагану за заслуги перед Великою Британією був присвоєний титул барона та він був обраний до Палати лордів.
Єдиний політик в історії Великої Британії, який займав всі чотири головні державні посади — був прем'єр-міністром, канцлером скарбниці, міністром внутрішніх і закордонних справ.
Активний прихильник участі Великої Британії в ЄЕС. Після економічної кризи та страйків зими 1978/1979 парламент оголосив, 28 березня, вотум недовіри кабінету Каллагана, який залишався в підвішеному стані до парламентських виборів у травні, коли рішучу перемогу здобули консерватори на чолі з Маргарет Тетчер. В 1980 втратив лідерство і в партії.
З 1983 з 1987 — «батько» палати громад (найстаріший депутат, мандат з 1945). Після виходу з палати громад, до 75-річчя він був нагороджений королевою Орденом підв'язки і зроблений пером, з титулом барона Кардіффського, що дозволило йому зайняти місце в палаті лордів.
Помер 26 березня 2005 року, всього за день перед 93-річчям.